# Plagiobothrys chorisianus
Plagiobothrys chorisianus är en strävbladig växtart som först beskrevs av Adelbert von Chamisso, och fick sitt nu gällande namn av Ivan Murray Johnston. Plagiobothrys chorisianus ingår i släktet tiggarstavar, och familjen strävbladiga växter.

## Underarter
Arten delas in i följande underarter:
- P. c. hickmanii
- P. c. undulatus

## Bildgalleri

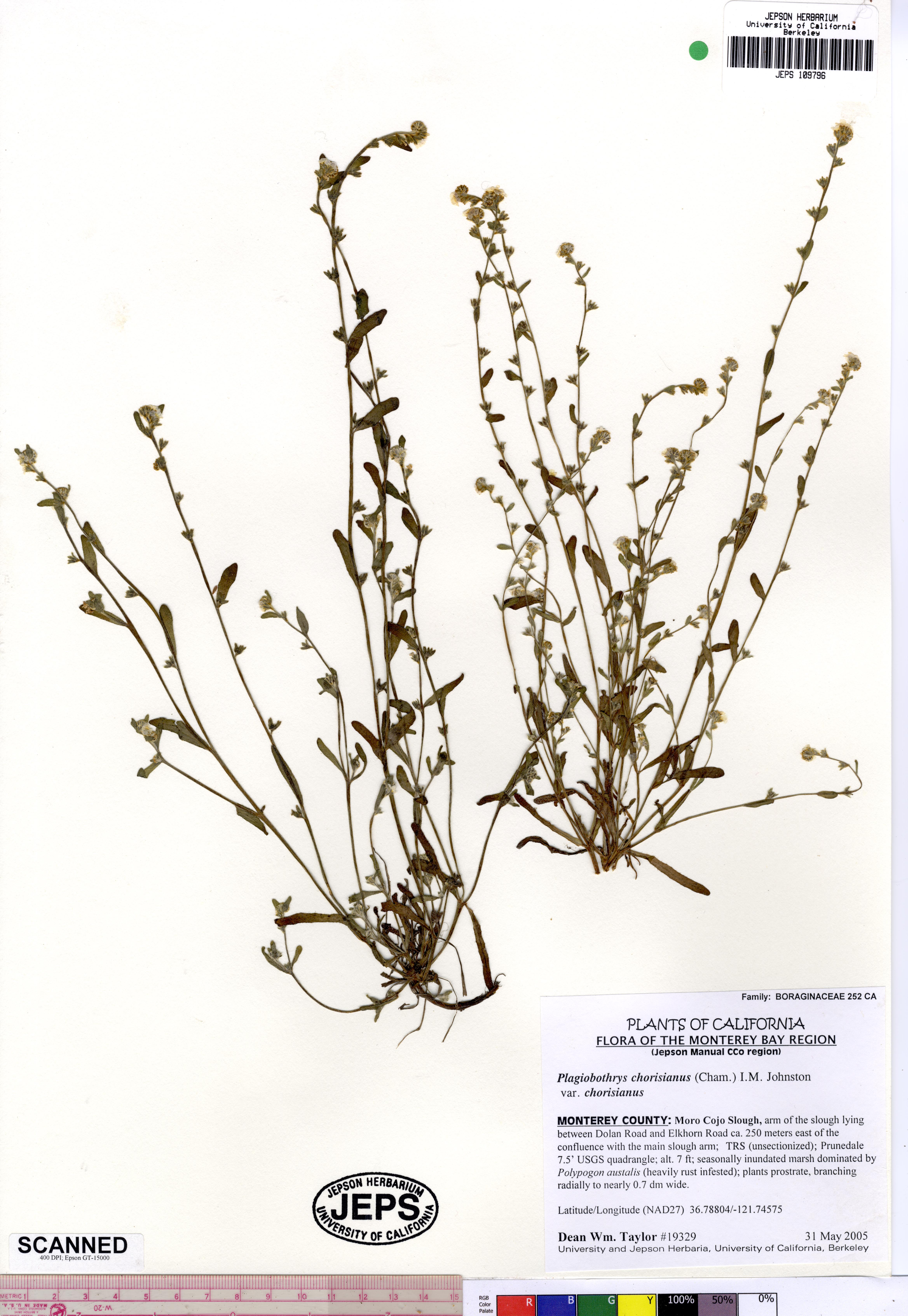